# Hipòlit (Eurípides)

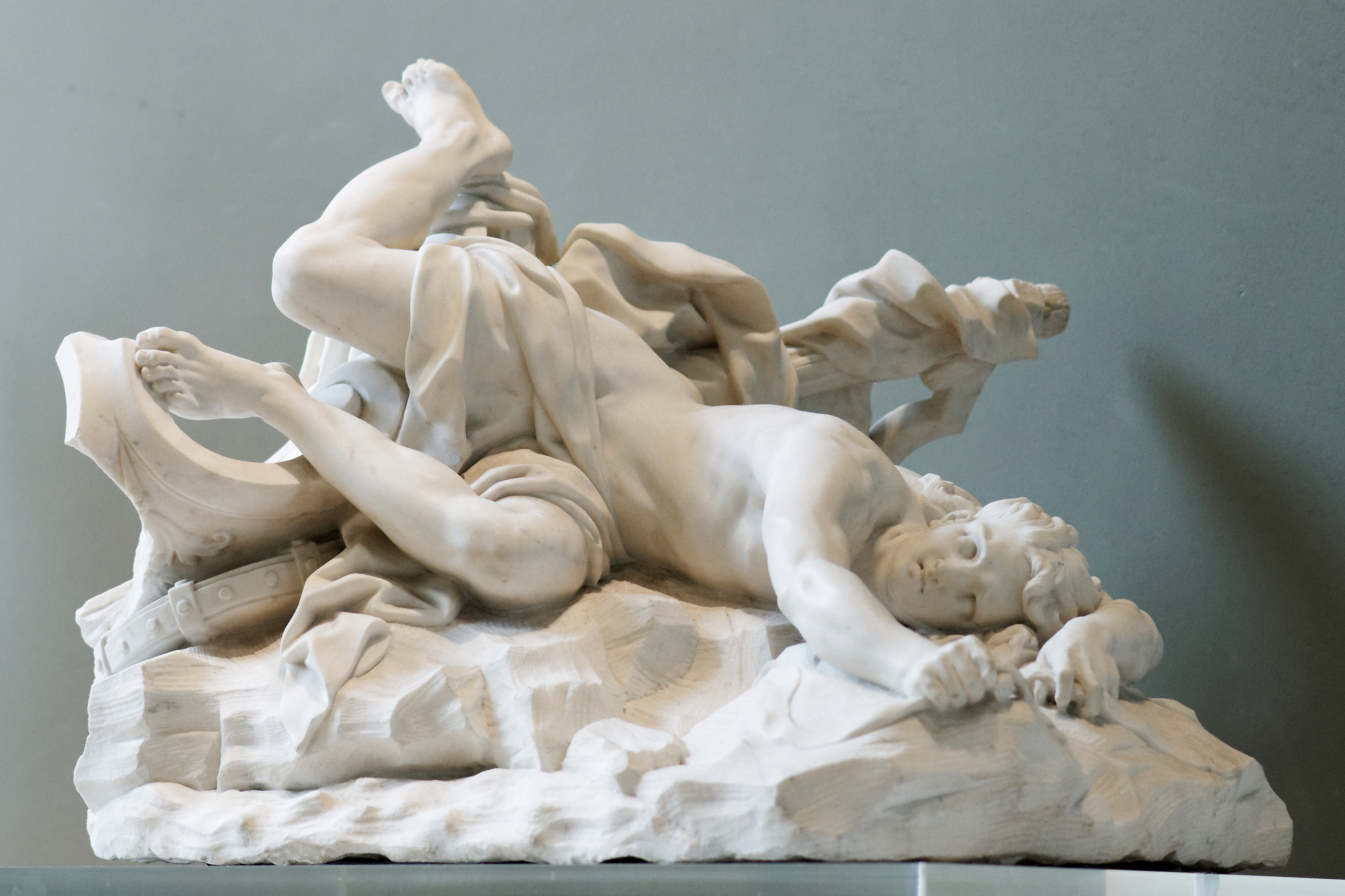
La mort d'Hipòlit, de Jean-Baptiste Lemoyne el Vell (1715)

Hipòlit (en grec antic: Ἱππόλυτος στεφανοφόρος) és una tragèdia clàssica grega d'Eurípides, basada en el mite d'Hipòlit, fill de Teseu. Fou estrenada en les Dionisíaques d'Atenes el 428 aC i guanyà el primer premi com a part d'una trilogia.

## Personatges
- Afrodita
- Hipòlit
- Cor de caçadors
- Un criat
- Cor de dones de Trozen
- Una nodrissa
- Fedra
- Teseu
- Un missatger
- Àrtemis

## Context
Només en quatre ocasions Eurípides guanyà un primer premi. Aquesta és una de les obres que li va permetre d'obtenir-lo. Fou representada el quart any de l'olimpíada vuitanta-setena, el 428 aC.
El tema està molt poc tractat amb anterioritat a Eurípides. Se sap que hi havia un culte a Hipòlit a la ciutat de Trezè, lloc on transcorre l'acció de la tragèdia i on hi havia temples i ritus en honor seu. En aquesta ciutat, les noies, abans de casar-se, havien d'oferir a Hipòlit un floc de cabells.
Hi ha dues tradicions: la que narra Eurípides i una altra, que considera Hipòlit un déu que no té res a veure amb la tomba de Trozen.
El seu mite està unit amb el de Fedra, germana d'Ariadna i dona de Teseu. Les tombes de Fedra i Hipòlit estan molt a prop de Trozen.
Eurípides feu dues tragèdies sobre Hipòlit. La primera d'aquestes fou rebutjada pel públic, perquè Fedra, de manera indecorosa, volia posseir com fos el pur Hipòlit, bo i emprant totes les arts possibles. Aristòfanes, en Les granotes, arribà a qualificar-la de prostituta. Quan Fedra declara les seves impúdiques intencions al cast Hipòlit, ell es cobreix el rostre amb un vel, és per això que aquesta obra es coneixia com a Hipòlit l'envelat.

## Traduccions al català
- Eurípides. Tragèdies vol. I: El ciclop; Alcestes; Medea; Els fills d'Hèrcules; Hipòlit; Andròmaca, traducció de Carles Riba. Barcelona: Curial, 1977. ISBN 8472561100
- Eurípides. Hipòlit, traducció de Joan Alberich i Mariné. Barcelona: La Magrana, 2002, 94 p. ISBN 848264386X
- Eurípides. Medea; Hipòlit. Traducció de Maria Rosa Llabrés i Jaume Almirall. Barcelona: Fundació Bernat Metge (Bernat Metge Essencial), 2019. ISBN 9788498593242